# Shannonomyia feriata
Shannonomyia feriata är en tvåvingeart. Shannonomyia feriata ingår i släktet Shannonomyia och familjen småharkrankar.

## Underarter
Arten delas in i följande underarter:
- S. f. feriata
- S. f. pamphaea